# 2 Pułk Dragonów (Cesarstwo Niemieckie)

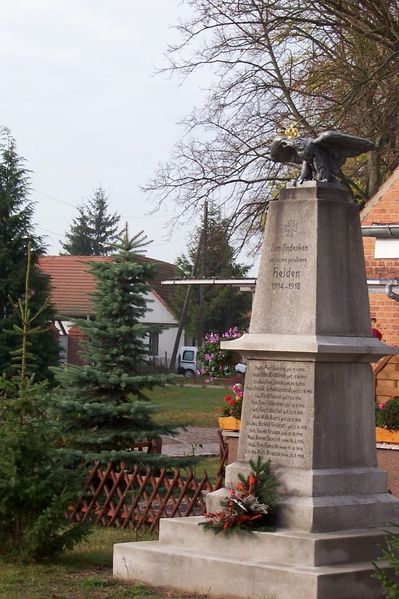
Pomnik ofiar I wojny światowej w Stendell

2 Pułk Dragonów (1 Brandenburski) (niem. 1. Brandenburgisches Dragoner-Regiment Nr. 2) – pułk kawalerii niemieckiej, 

## Charakterystyka
Sformowany 24 kwietnia 1689. W latach 1770–1937 Schwedt/Oder było miastem garnizonowym. Dzięki swojej waleczności przeciw oddziałom napoleońskim w 1815 pułk dragonów z tego miasta zyskał przydomek "Orłów ze Schwedt" (Schwedter Adler).

 Wiosną 1914 był w strukturze 5 Brygady Kawalerii z 5 Dywizji Piechoty.
W wyniku mobilizacji, w sierpniu 1914 pułk osiągnął gotowość bojową i w składzie 5 Brygady Kawalerii z 2 Dywizji Kawalerii został wysłany na front zachodni.

30 grudnia 1916 oddział przeorganizowano w spieszony pułk kawalerii.

## Schemat organizacyjny
- III Korpus Armijny, Berlin
  - 5 Dywizja Piechoty (5. Infanterie-Division), Frankfurt nad Odrą
    - 5 Brygada Kawalerii (5. Kavallerie-Brigade), Frankfurt nad Odrą
      - 2 pułk dragonów (1 Brandenburski) – (1. Brandenburgisches Dragoner-Regiment Nr. 2), Schwedt/Oder.

## Działania zbrojne
- wojna siedmioletnia o Śląsk, 1756-1763
- wojna prusko-austriacka (tzw. wojna siedmiotygodniowa), 1866
- wojna francusko-pruska, 1870-1871
- I wojna światowa, 1914-1918

## Dowódcy pułku
1806 v. Diezelski, 1807 v. Stülpnagel, 1808 v. Janwitz, 1809 v. Wahlen-Jürgaß, 1813 Graf Wylich u. Lottum, 1815 v. Watzdorff, 1815 v. d. Osten, 1830 Graf v. Pückler, 1832 v. Bojanowski, 1838 v. d. Osten, 1844 v. Holleben, 1851 v. Willich, 1855 v. Buchholz, 1857 v. Hartmann, 1859 v. Tresckow, 1865 Heininchen, 1866 v. Drygalski, 1871 v. Bünting, 1879 v. d. Groeben, 1885 v. Massow, 1887 v. Kotze, 1889 v. Blumenthal, 1894 Freiherr v. Stosch, 1898 Graf zu Dohna-Schlodien, 1900 Freiherr v. Maltzahn, 1904 Prinz Friedrich Heinrich v. Preußen